# Kevin Draxinger
Kevin Draxinger (Vancouver, 16 de marzo de 1967) es un deportista canadiense que compitió en natación. Ganó dos medallas en el Campeonato Pan-Pacífico de Natación, plata en 1991 y bronce en 1987.

## Palmarés internacional
| Campeonato Pan-Pacífico | Campeonato Pan-Pacífico | Campeonato Pan-Pacífico | Campeonato Pan-Pacífico |
| Año                     | Lugar                   | Medalla                 | Prueba                  |
| ----------------------- | ----------------------- | ----------------------- | ----------------------- |
| 1987                    | Brisbane (Australia)    | Medalla de bronce       | 200 m espalda           |
| 1991                    | Edmonton (Canadá)       | Medalla de plata        | 200 m espalda           |